# Ravne v Bohinju
Ravne v Bohinju so naselje v Občini Bohinj.